# 62
62 рік — невисокосний рік, що почався у неділю за григоріанським календарем (у п'ятницю — за юліанським). У Римі правив імператор Нерон.

## Події

### Римська імперія
- 815 рік ab urbe condita; консули: Публій Марій Цельс і Луцій Азіній Галл.
- Початок другої половини правління Нерона, періоду деспотії, за визначенням багатьох істориків. Відбулися страти багатьох сенаторів, зокрема Фавста Корнелія Сулли і Рубеллія Плавта.
- Імператор Нерон розлучився зі своєю дружиною Октавією і незабаром наказав її стратити; одружився з Поппеєю Сабіною.
- Помер префект преторія Секст Афраній Бурр, його наступниками стали Феній Руф і Гай Софоній Тигеллін.
- Сильний землетрус у Південній Італії, який частково зруйнував міста Помпеї і Геркуланум.
- зникло Понтійське царство.
- Триває римсько-парфянська війна (54—64).

### Інші
- Початок правління Тирідата I у Вірменії.

## Народились
- Пліній Молодший — римський письменник і політичний діяч.

## Померли
- Секст Афраній Бурр — префект преторія.
- Рубеллій Плавт — римський політичний діяч.
- Фавст Корнелій Сулла Фелікс — римський сенатор, консул 52 року.
- Клавдія Октавія — перша дружина Нерона.
- Яків Праведний — двоюрідний брат Ісуса Христа, апостол від 70.